# Journal des Savants
Journal des Savants (oprindelig Le Journal des sçavans) regnes for at være verdens ældste videnskabelige tidsskrift. Ideen om et videnskabeligt og litterært tidsskrift blev fostret af den franske historiker François Eudes de Mézeray, men det blev filosoffen og juristen Denis de Sallo som førte den ud i livet i januar 1665.
Indholdet var fra starten præget af resumeer, anmeldelser og uddrag som blev skrevet af fra længere artikler og bogudgivelser. Sallo mente selv at tidsskriftet var for dem som var "for dovne eller for travle til at læse hele bøger".
Tidsskriftet er en meget vigtig kilde til den videnskabelige formidling i 1600- og 1700-tallet, og alle tidens videnskabelige opdagelser blev enten refereret eller udgivet her. For eksempel blev Ole Rømers banebrydende bestemmelse af lysets hastighed publiceret her i 1676.
Op til begyndelsen af 1700-tallet publicerede tidsskriftet også alle resultater fra Académie Royale des Sciences i Paris, men dette ophørte i 1702 da akademiet fik sit eget tidsskrift.
Sallo gjorde sig ikke populær i alle kredse, dels på grund af sit stærke tilhørsforhold til montanismen som bragte ham på kollisionskurs med andre religiøse kredse, og dels på grund af at han gennem sit tidsskrift kritiserede personer som ikke var vant til kritik. Hans tid som redaktør blev derfor kort, idet han måtte stoppe efter det trettende nummer, den 30. marts 1665. Fra 4. januar 1666 fortsatte tidsskriftet, nu med Jean Gallois som redaktør.
Journal des Savants er siden begyndelsen udkommet i perioderne 1665-1792, 1797 og 1816-i dag; hullerne i udgivelsesrækken skyldes revolutionen og Napoleonskrigene.
Til at begynde med blev det udgivet på uge-basis, men i 1724 gik man over til månedlig udgivelse.
Tidsskriftet findes stadig, men udkommer nu stærkt uregelmæssigt og som et mere generelt magasin uden egentlige videnskabelige publiceringer.